# NGC 5017
NGC 5017 (również PGC 45900) – galaktyka eliptyczna (E), znajdująca się w gwiazdozbiorze Panny. Odkrył ją William Herschel 7 maja 1787 roku.